# 盛美園

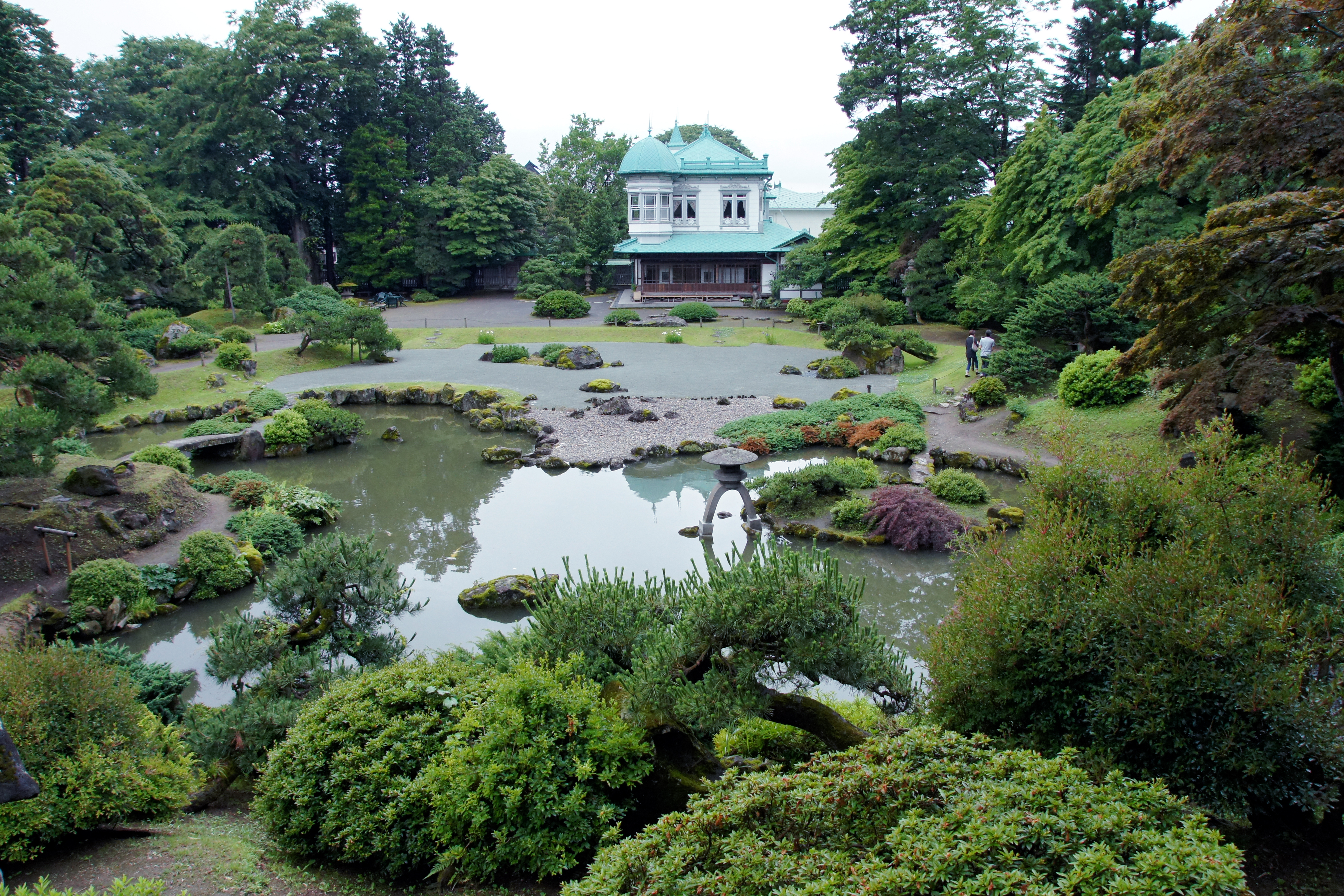
盛美園

盛美園（日语：せいびえん）是位於日本青森縣平川市猿賀石林的一座日本庭園。盛美園是盛行於津輕地區的大石武學流造園的代表作，被日本政府指定為名勝。盛美園由當地資產家清藤盛美出資興建，耗時9年完成，被譽為武學流庭園的最高峰。庭園西南有一座融合和洋風格的洋館盛美館。吉卜力電影借物少女艾莉緹的世界觀參考了盛美園的建築。

## 外部連結
- 国指定名勝 盛美園
- 盛美園（あおもりの文化財：青森県教育庁） （页面存档备份，存于）